# 夏坚白
夏坚白（1903年11月20日—1977年10月27日），男，江苏常熟人，中国大地测量学家和教育家。中国测绘事业和测绘教育的重要奠基人。

## 生平
1929年清华大学土木建筑系毕业后留校任教。1934年到1939年赴英国、德国留学，1939年在德国柏林工业大学获得博士学位后回国。曾先后在中央研究院地理研究所、同济大学、中央陆地测量学校和陆地测量总局任职。中华人民共和国成立后，参与筹建了国家测绘总局、武汉测绘学院（现武汉大学测绘学院）、测绘科学研究所、中国测绘学会，并先后担任过同济大学校务委员会主任委员、副校长、校长，武汉测绘学院副院长、院长。1955年中国科学院成立学部，夏坚白当选为生物地质学部学部委员，是中国科学院第一批学部委员（即院士）之一。

## 学术贡献
1940年创立了中国最早的测绘刊物《测量》和《测量专刊》。1956年参与制定中国科技12年发展规划，课题包括“测量制图新技术的研究和中国基本地图的绘制”。1962年参与制定“1963-1972年测量与制图科技发展规划”。著有《测量平差法》、《航空摄影测量学》、《大地测量学》、《实用天文学》（与王之卓、陈永龄合著）等专著，发表论文《双锁内误差传播研究》、《我国测量教育管理》等。

## 纪念
2002年武汉大学测绘学院设立了“武汉大学夏坚白测绘事业创业奖励基金”（2008年更名为“夏坚白测绘业创业与科技创新奖”）以纪念其对测绘事业的贡献。